# La princesa cisne (pintura)
La princesa cisne (en ruso: Царевна-лебедь, romanizado: Tsarévna-lébed') es una pintura de Mijaíl Vrúbel creada en 1900 y conservada en la Galería Tretiakov en Moscú, que representa al personaje epónimo femenino de la ópera «El cuento del zar Saltán» de Nikolái Rimski-Kórsakov, basada en el poema homónimo de Aleksandr Pushkin.

## Historia
El estreno de la ópera que inspiró a Vrúbel tuvo lugar en la ópera privada de Savva Mámontov en Moscú, el 21 de diciembre de 1900. Vrúbel creó los bocetos para los decorados y el vestuario, y fue su esposa Nadezhda Zabela-Vrúbel quien cantó la partitura de La princesa cisne. Según Mijaíl Gnesin: 

«Según sus contemporáneos, su voz era “incomparable a cualquier cosa, incluso ligera, tiernamente parecida a una flauta y llena de colores o, más precisamente, de matices cambiantes de un color particular, extremadamente expresiva, aunque fluida con total calma”... ¡Y qué mirada! ¿Era posible, una vez que viera a esta criatura, no dejarme seducir por ella por el resto de mi vida? Esos ojos muy separados, una sonrisa cautivadoramente femenina, tentadoramente perpleja, un cuerpo delgado y flexible...»
«По словам современников, голос у неё был „ни с чем не сравнимый, ровный-ровный, лёгкий, нежно-свирельный и полный красок или, точнее, сменяющихся переливов одной какой-то краски, предельно выразительный, хотя и совершенно спокойно льющийся“… И какой облик! Возможно ли было, раз увидев это существо, не обольститься им на всю жизнь! Эти широко расставленные глаза, пленительно-женственная, зазывно-недоумённая улыбка, тонкое и гибкое тело»…

Pero no encontraremos vínculos directos entre los rasgos faciales que aparecen en el lienzo y los de Nadezhda Zabela-Vrúbel en la fotografía tomada durante la actuación en la ópera. Los rostros son completamente diferentes. El crítico de arte Nikolái Prájov (1873 — 1957) encontró similitudes en este aspecto del cuadro con su propia hermana Elena Prájova (1849 — 1927). Es posible que Vrúbel representara a la princesa cisne mezclando los rasgos de su esposa y los de su hija Emilia (1849 — 1927) y luego escribió en su diario: «O quizás también los de una mujer amada».

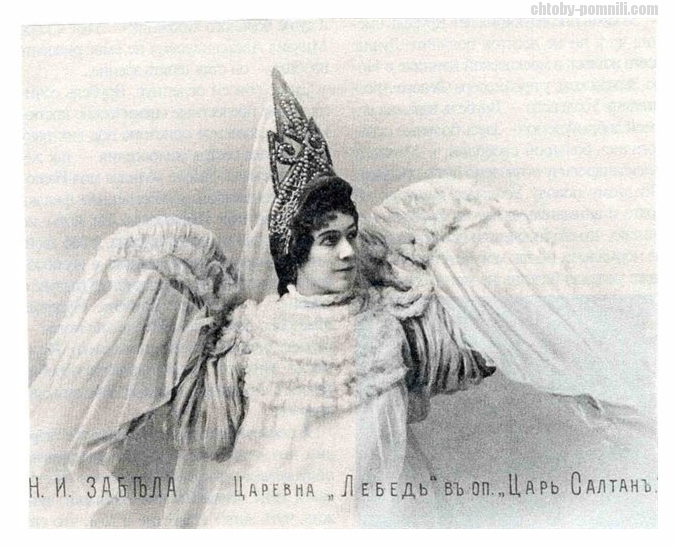
Nadejda Zabela-Vroubel vestida de princesa-cisne.

El artista pintó este cuadro en la granja de unos parientes, relacionados con la familia de Nikolái Gay cerca de la estación de Pliski (ahora granja Shevchenko en óblast de Chernígov de Ucrania), durante el verano de 1900.
La pintura entró en la colección de la Galería Tretiakov en Moscú en 1910 a través de un legado de Mijaíl Morózov. Figura en el libro de inventario de este museo con el número Zh-42 (Ж-42). Tres bocetos de la pintura se encuentran en el Museo Estatal Ruso en San Petersburgo.

## Descripción

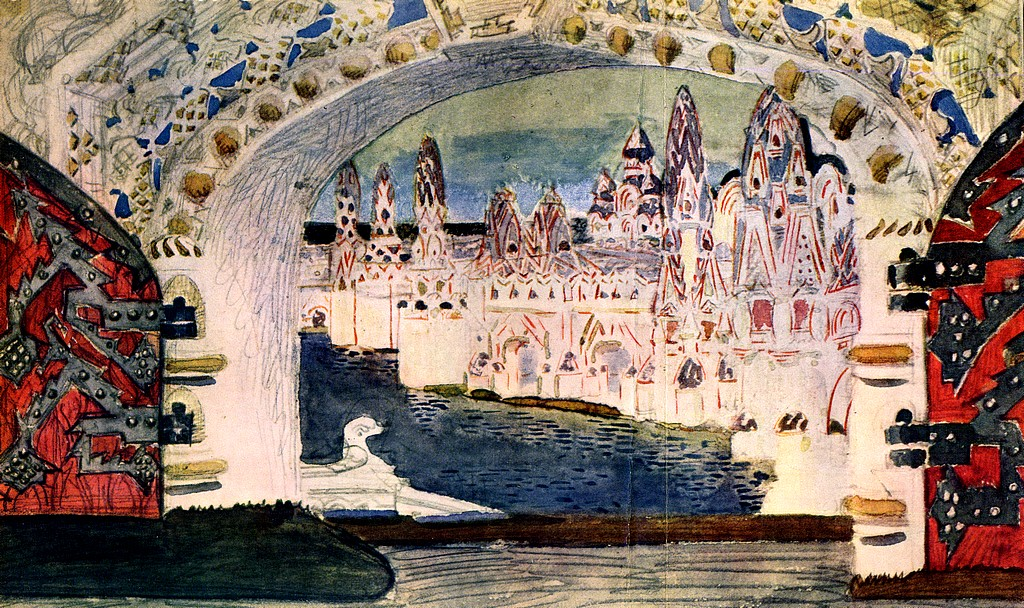
La ciudad de Ledenets entre los escenarios de Vrúbel.

El rostro de la princesa en el cuadro de Vrúbel es secreto, enigmático y también triste. El fondo del cuadro representa el crepúsculo sobre el mar, con una estrecha franja de luz en el horizonte donde se pone el sol y una ciudad a lo lejos (la ciudad de Ledenets creada por Vrúbel para el escenario de la ópera). El primer investigador serio de la obra de Vrúbel, el crítico de arte Aleksandr Ivanov, dijo, refiriéndose al personaje de «Cantar de las huestes de Ígor»:

«¿No es la propia Virgen del Resentimiento quien, según un antiguo poema, “salpica sus alas de cisne en el mar azul” antes? ¿Los días de los grandes desastres?»
«Не сама ли то Дева-Обида, что, по слову древней поэмы, „плещет лебедиными крылами на синем море“ перед днями великих бедствий?»

Pero el cuadro no es un simple retrato de una actriz disfrazada. Es el mito encantador de la belleza sublime y su manifestación en el mundo que se representa. En la estética simbolista, el cisne personifica la inspiración que puede elevar el alma y conducirla al conocimiento de los secretos y misterios de la vida. El pintor confiere rasgos demoníacos a esta princesa cisne que tiene una naturaleza dual. De hecho, el cisne encarna dos elementos: uno frío y oscuro como el agua del lago, el otro claro y luminoso como el cielo hacia el que vuela. El pintor intenta capturar el momento en que la joven se transforma en cisne, a través de una maravillosa metamorfosis de sus formas, bajo los rayos del sol poniente. El momento esquivo en el que la imagen de princesa la abandona y se vuelve irreal.

## Agradecimiento
El poeta simbolista ruso Aleksandr Blok amaba mucho este cuadro y siempre guardaba una copia en su hacienda en Shajmátovo, Óblast de Moscú. Inspiró un gran poema cuyo subtítulo era «Memoria de Vrúbel» (en ruso: Памяти Врублея, romanizado: Pámiati Vrúbelia).
- Wikisource en ruso contiene obras originales de o sobre Памяти Врубеля (Блок).

## Bocetos

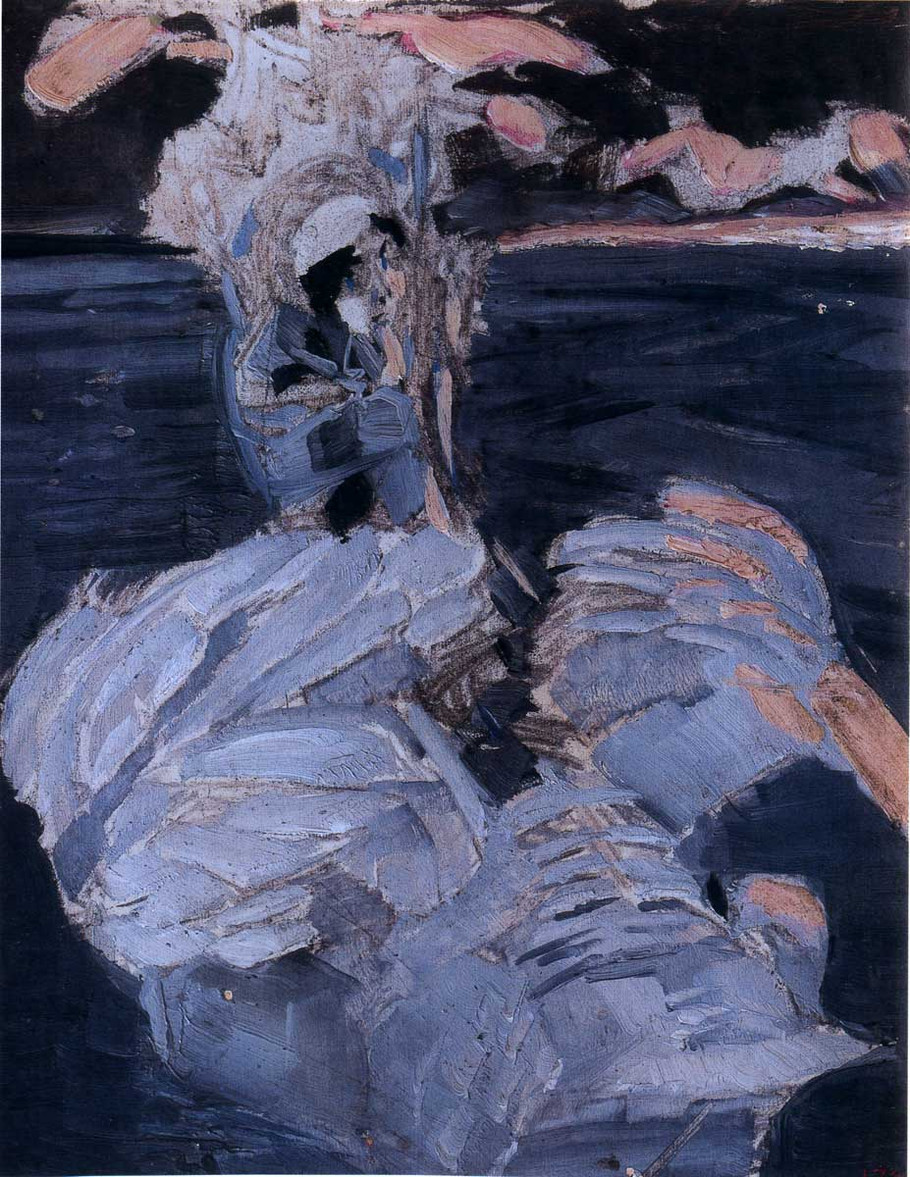
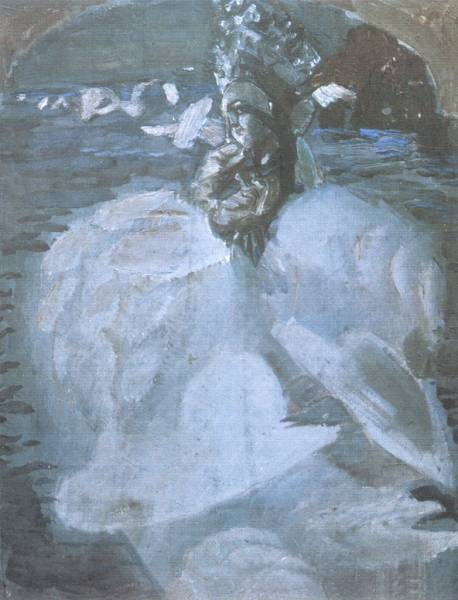
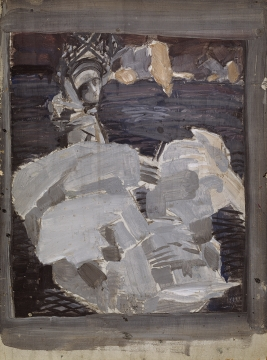